# Lima
Lima – stolica i największe miasto Peru, położone nad
Oceanem Spokojnym, 12 km na wschód od portu Callao.

## Dane ogólne
Dane dotyczące aglomeracji:
- Powierzchnia: 894 km²
- Liczba ludności: 11 150 000 (2017)
- Gęstość zaludnienia: 12 500 os./km²

## Historia
Miasto leży nad rzeką Rímac, położone na równinie nadbrzeżnej u podnóża Kordyliery Nadbrzeżnej (Andy). Pierwotnie Ciudad de los Reyes, czyli „Miasto Królów”. Założone w 1535 przez Francisco Pizarro, ponieważ do dalszego podboju Inków potrzebował solidniejszego zaplecza niż obozowisko. Od 1535 stolica wicekrólestwa Peru, a od 1821 republiki Peru. Miasto wielokrotnie niszczone przez trzęsienia ziemi.
Obecnie miasto jest głównym ośrodkiem przemysłowym, handlowym, finansowym, kulturalnym i naukowym kraju. Lima pomimo wielokrotnych zniszczeń posiada szereg zabytków, m.in. katedrę z XVI wieku, zespół pałacu prezydenckiego oraz kościół i klasztor św. Franciszka. Zespół urbanistyczny starego miasta został w roku 1988 wpisany na listę światowego dziedzictwa UNESCO. W stolicy Peru są też: uniwersytet (zał. w 1551 r., najstarszy na kontynencie), Biblioteka Narodowa oraz muzea.

## Zabytki
- Plaza de Armas, centralny plac miasta, najstarsza część miasta. Na środku placu znajduje się fontanna z 1650 roku wykonana z brązu. Wokół placu położone są następujące zabytki:
  - Katedra zbudowana na zlecenie Francisca Pizarra w 1535 roku. Przebudowana w stylu renesansowo-barokowym w latach 1564 do 1758. Kolejna przebudowa po zniszczeniach w wyniku trzęsienia ziemi w 1940 roku. Jest budowlą trójnawową z 10 bocznymi kaplicami. W jednej z nich, kaplicy św. Jana Chrzciciela znajduje się uważana za jedną z najpiękniejszych rzeźba Chrystusa. W innej kaplicy złożone zostały szczątki Francisca Pizarra;
  - Pałac Arcybiskupa (hiszp. Palacio Arzobispal) zbudowany w 1924 roku w stylu kolonialnym;
  - Pałac Rządowy (hiszp. Palacio de Gobierno), barokowy budynek, od 1937 siedziba prezydenta Peru;
- Kościół św. Dominika (hiszp. Iglesia de Santo Domingo) zbudowany w XVI wieku na zlecenie dominikanina Vincenta de Valverde na ziemi podarowanej mu przez Francisca Pizarra. W podziemiach kościoła złożone są szczątki św. Róży (pierwszej świętej pochodzącej z Ameryki), św. Marcina z Porres oraz św. Jana Macias;
- Klasztor św. Franciszka – kompleks budynków w skład których wchodzą: kościół, klasztor i kaplice – La Soledad i El Milagro. Pierwszy kościół został zbudowany z drewna i gliny w 1557 roku. Po jego zniszczeniu przez trzęsienie ziemi w 1656 roku został odbudowany przez portugalskiego architekta Constantina de Vasconcellosa w stylu barokowym.
- Kościół św. Piotra (hiszp. Iglesia de San Pedro), zbudowany w stylu wczesnokolonialnym w 1636 roku. Jedyny kościół w Limie posiadający trzy wejścia. Wnętrze wzorowane na kościele Il Gesù w Rzymie

## Muzea
- Muzeum Sztuki w Limie (Museo de Arte de Lima). Gromadzi zbiory sztuki peruwiańskiej, od czasów pre-inkaskich, po inkaskie, Wicekrólestwa Peru oraz republikańskie.
- Muzeum Larco.
- Muzeum Katedralne.
- Muzeum Klasztoru Braci Bosych (Museo de los Descalzos).

## Klimat
Klimat Limy, mimo jej położenia w strefie tropikalnej, jest dość łagodny. Jest to klimat subtropikalny pustynny, jednak dzięki specyficznemu mikroklimatowi charakteryzuje się także dużą wilgotnością przez cały rok. Średnie temperatury dzienne to od 12 do 19 °C zimą i od 19 do 29 °C latem. W okresach oddziaływania El Niño, gdy wody wokół wybrzeża zwiększają temperaturę ze zwyczajowych 17–19 °C do nawet 26 °C (1998), zachodzą wahania klimatyczne, a temperatura powietrza wzrasta nawet o kilka stopni.
Wilgotność względna jest zawsze bardzo wysoka, zwłaszcza rano, co przyczynia się do powstawania porannej mgły w okresie od czerwca do grudnia, a stale utrzymujących się niskich chmur w okresie od maja do listopada. Słoneczne, mniej wilgotne i ciepłe lata trwają od grudnia do kwietnia, a po nich następują pochmurne, wilgotne i łagodne zimy (od czerwca do października). Najniższa odnotowana temperatura w obszarze metropolitarnym wyniosła 8 °C. Lima ma 1284 godziny słoneczne w ciągu roku, 28,6 godziny w lipcu i 179,1 godziny w styczniu. Są to wartości wyjątkowo niskie, biorąc pod uwagę jej położenie geograficzne.
Opady deszczu są bardzo niskie – 100–600 mm/rok – i występują głównie w miesiącach zimowych. Ma to wpływ na zasoby wody w mieście. Letnie deszcze występują w formie odosobnionych, lekkich, popołudniowych lub wieczornych opadów, będących pozostałością popołudniowych burz nad Andami. Szczyt opadów ma miejsce zimą, kiedy to występują nocne i poranne mżawki, zwane camanchacas lub garua.
Taka charakterystyka klimatu jest skutkiem występowania zjawiska upwellingu oceanicznego oraz Prądu Humboldta u wybrzeża.

## Gospodarka
Wielki ośrodek przemysłowy, m.in. zakłady przemysłu ciężkiego, farmaceutyczne, chemiczne, tworzyw sztucznych, włókiennicze, spożywcze, samochodowe, skórzane oraz rafineria ropy naftowej.

## Transport
Największy ośrodek komunikacyjny kraju. Lima posiada dobrze rozbudowaną sieć drogową. Ważny węzeł kolejowy; tu zaczyna się najwyżej położona linia kolejowa w Andach, pierwsza też linia kolejowa zbudowana w Ameryce Południowej. Miasto posiada międzynarodowy port lotniczy im. Jorge Cháveza.

## Edukacja

### Uniwersytety
W Limie znajdują się następujące uniwersytety: Universidad Nacional Mayor de San Marcos, Universidad Nacional de Ingeniería, Papieski Uniwersytet Katolicki w Peru, Universidad de Lima, Universidad Antonio Ruiz de Montoya, Universidad Peruana Cayetano Heredia, Universidad Ricardo Palma i jeszcze wiele innych.

## Demografia
Populacja mieszkańców miasta przyrasta gwałtownie w niekontrolowany sposób. Wszelkie dane mają charakter szacunkowy. Ocenia się, że ponad 4 miliony mieszkańców zamieszkuje dzielnice nędzy lub prymitywne domy zbudowane na plaży. Rząd Peru podejmuje starania w celu ograniczenia migracji z górskich terenów do miasta, lecz nie przynosi to spodziewanych efektów.

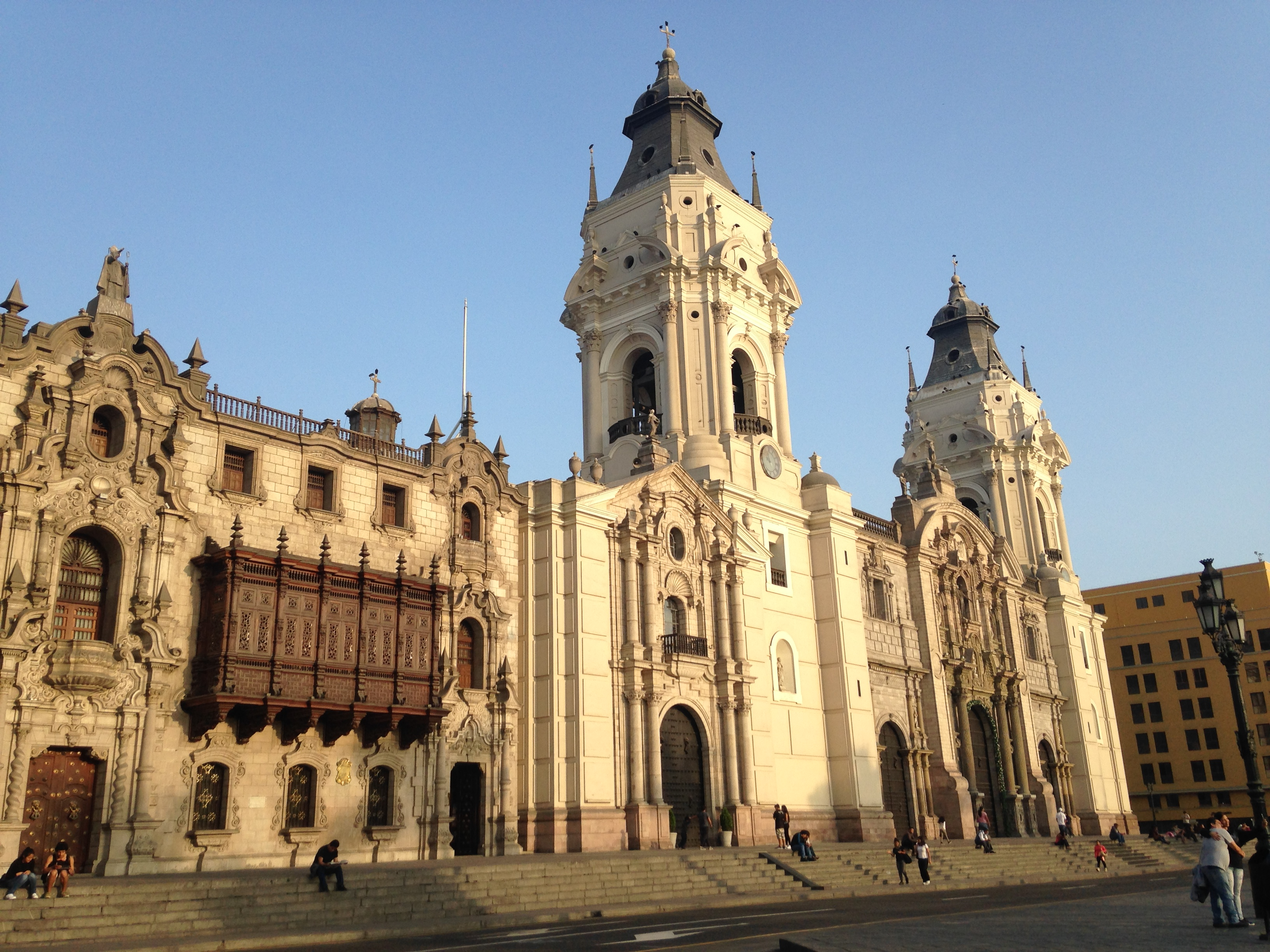
Katedra w Limie.

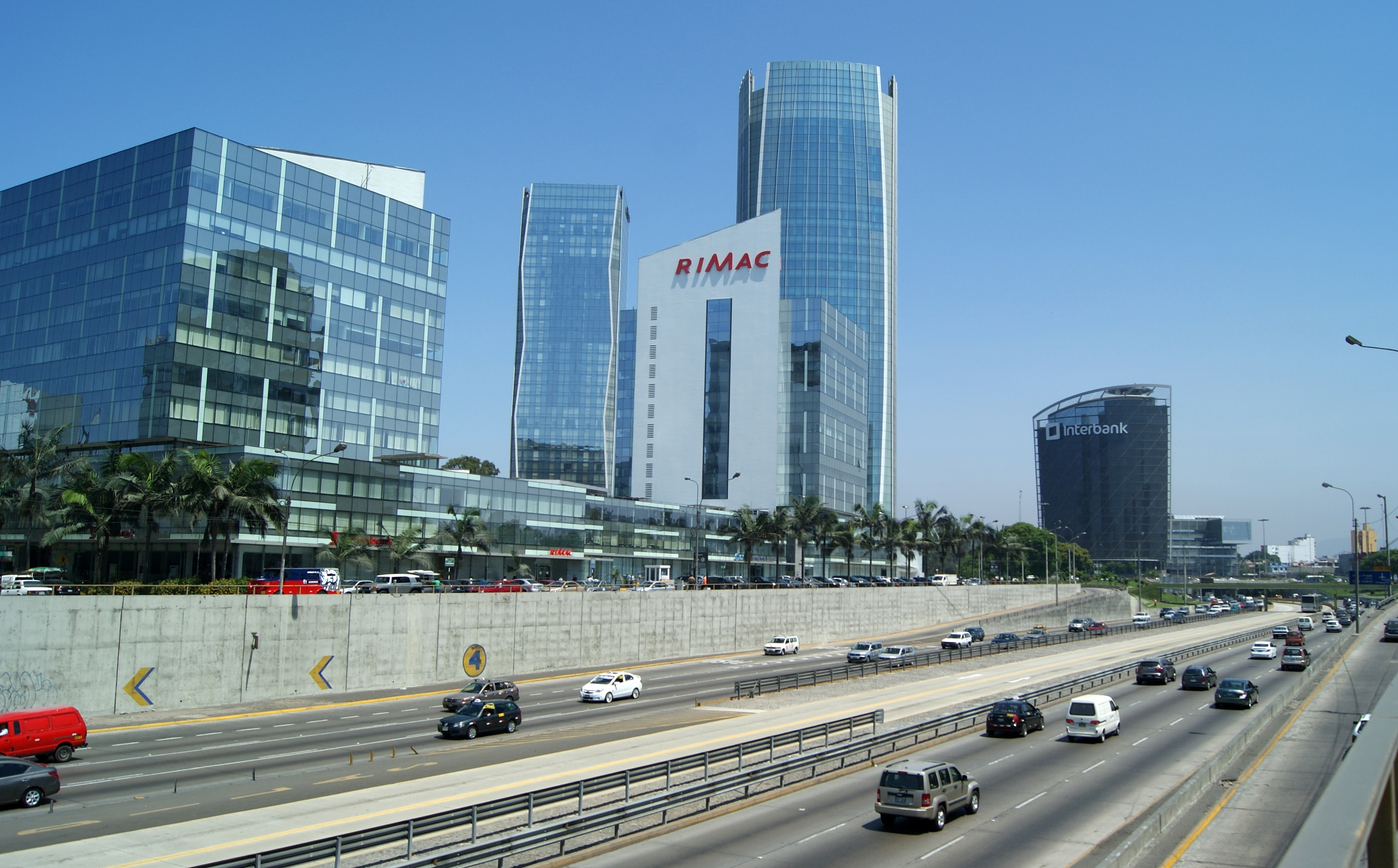
Skyline Lima.

| Rok  | Liczba ludności |
| ---- | --------------- |
| 1614 | 26 400          |
| 1791 | 56 600          |
| 1812 | 63 900          |
| 1820 | 64 000          |
| 1827 | 60 000          |
| 1839 | 55 100          |
| 1850 | 80 000          |
| 1861 | 100 000         |
| 1877 | 101 500         |
| 1890 | 103 900         |
| 1896 | 113 000         |
| 1900 | 103 900         |
| 1908 | 140 900         |
| 1920 | 176 500         |

| Rok  | Liczba ludności |
| ---- | --------------- |
| 1925 | 260 000         |
| 1927 | 200 000         |
| 1931 | 373 900         |
| 1940 | 533 600         |
| 1945 | 657 800         |
| 1951 | 835 000         |
| 1953 | 964 000         |
| 1961 | 1 262 100       |
| 1969 | 2 541 300       |
| 1981 | 3 573 227       |
| 1993 | 5 363 270       |
| 1997 | 5 930 318       |
| 2000 | 6 271 430       |
| 2005 | 6 867 951       |

## Imprezy, wydarzenia
- Co roku w maju odbywa się Festiwal Filmów Europy Środkowej i Wschodniej Na wschód od Limy (Al este de Lima).
- Co roku w lipcu odbywają się Międzynarodowe Targi Książki (FIL).
- Co roku w sierpniu odbywa się Limeński Festiwal Filmowy (Festival de Cine de Lima).
- Co roku w październiku odbywa się Festiwal Kina Europejskiego (Festival de Cine Europeo).
- Pod koniec każdego roku odbywają się Targi Książki Ricardo Palma w dzielnicy Miraflores.

## Sport
Najpopularniejszym sportem w peruwiańskiej stolicy jest piłka nożna. Tutejsze kluby piłkarskie należą do najlepszych w kraju, m.in. Universitario Lima (24-krotnie mistrz kraju i finalista Copa Libertadores 1972), Alianza Lima (22-krotnie mistrz kraju), Club Sporting Cristal (15-krotnie mistrz), Municipal Lima (4-krotnie mistrz).
Największe stadiony w mieście to: mogący pomieścić ponad 80 tys. widzów Estadio Monumental „U” (Estadio Teodoro Fernández), Estadio Universidad San Marcos (ok. 65 tys. miejsc), Estadio Nacional José Díaz (ok. 45 tys. miejsc) i Estadio Alejandro Villanueva (ok. 35 tys. miejsc).
Miasto było gospodarzem XVIII Igrzysk Panamerykańskich w 2019 r.

## Miasta partnerskie
- Akhisar (Turcja)
- Arequipa (Peru)
- Austin (USA)
- Bogotá (Kolumbia)
- Bordeaux (Francja)
- Buenos Aires (Argentyna)
- Cleveland (USA)
- Cusco (Peru)
- Czyta (Rosja)
- Guadalajara (Meksyk)
- Kair (Egipt)
- Los Angeles (USA)
- Madryt (Hiszpania)
- Meksyk (Meksyk)
- Miami (USA)
- Montreal (Kanada)
- Nowy Jork (USA)
- Pekin (Chiny)
- Piura (Peru)
- São Paulo (Brazylia)
- Tegucigalpa (Honduras)